# Степь (Нежинский район)
Степь (укр. Степ; до 17 мая 2013 года — Червоный Пахарь) — село в Нежинском районе Черниговской области Украины.
Население 30 человек. Занимает площадь 3,857 км².
Код КОАТУУ: 7423382403. Почтовый индекс: 16670. Телефонный код: +380 4631.

## Власть
Орган местного самоуправления — Викторовский сельский совет. Почтовый адрес: 16670, Черниговская обл., Нежинский р-н, с. Викторовка, ул. Ленина, 39.